# موی‌دم خط‌سفید
موی‌دم خط‌سفید (نام علمی: Superflua sassanides) نام یک گونه از تیره پرنیان‌بالان است.